# Денієл Керрол
Денієл Керрол  (англ. Daniel Carroll) (22 липня 1730—5 липня 1796) — державний діяч США. Один з двох католиків, які підписали Конституцію США.
Походив із відомої у Меріленді родини. Навчався у Європі, повернувся до Сполучених Штатів вести життя плантатора. 1781 року обраний до Континентального конгресу. Обирався до сенату штату Меріленд. На Філадельфійський конвент запізнився, але потім відвідував усі засідання. Брав участь у дебатах та агітував у Меріленді за ратифікацію Конституції. Обирався до Палати представників США і став одним із перших представників округи Колумбія.